# 中視兒童合唱團
中視兒童合唱團是中國電視公司（中視）成立的兒童合唱團，1978年11月12日成立，解散時間不明。

## 團史
1978年11月12日，中視成立中視兒童合唱團，中視總經理梅長齡兼任中視兒童合唱團名譽團長，中視副總經理鄧昌國兼任中視兒童合唱團團長與音樂指導，中視社會服務部主任洪縉曾兼任中視兒童合唱團總幹事，黃孝石擔任中視兒童合唱團指揮，尤雪芳擔任中視兒童合唱團伴奏，公開招考錄取團員102人。中視兒童合唱團成立後三個月內，每星期日上午在廣播電視大廈地下室排練場練唱，準備1979年4月4日的公演。
1979年4月1日，《中國電視周刊》發行第493期，封面人物為中視兒童合唱團。
1979年7月22日至7月28日，中視兒童合唱團團員92人在幹事余思遠、策劃及指揮黃孝石、伴奏老師尤雪芳的帶領之下，在陽明山上的浸信會嶺頭山莊舉辦第一屆夏令營，培養團員適應群體生活，並加強團員的歌唱、舞蹈及演奏方面的技巧。團員92人被分為5班：「彩虹班」、「蜜蜂班」、「和氣班」、「歡喜班」、「喇叭班」；其中女團員80人被分入彩虹班、蜜蜂班、和氣班與歡喜班，男團員12人被分入喇叭班。彩虹班與蜜蜂班合住的宿舍是「彩虹蜜蜂窩」，和氣班與歡喜班合住的宿舍是「歡喜和氣家」，喇叭班住的宿舍是「喇叭居」。
1979年12月15日19:30，中視兒童合唱團在台北市延平南路實踐堂舉辦《中視兒童合唱團成立週年音樂晚會》，總計演唱40首各國歌謠，穿插團員表演的哈薩克少女樂舞〈米能哈森木江〉與蒙古樂舞〈角力士〉，壓軸戲是以中視兒童音樂教育節目《音樂123》內容改編的舞台劇〈音樂123〉，最後以唱〈再見，朋友們！〉作結。
1981年1月4日，中視兒童合唱團在實踐堂舉辦《中視兒童合唱團成立二週年音樂會》，首先全體（第一至三期團員）合唱〈中華民國國歌〉與〈中視兒童合唱團團歌〉，第三期團員合唱英國童謠〈郊遊〉、有隊形變化的法國童謠〈法蘭西的洋娃娃〉與加上舞蹈動作的菲律賓童謠〈插秧歌〉，曾擔任《音樂123》小天使的第一期團員楊淑芬獨唱〈菩提樹〉，第一期團員合唱〈庫斯克郵車〉、〈思鄉曲〉與〈杜鵑花〉，第二期團員合唱〈頑皮進行曲〉與有隊形變化的〈康城賽馬〉，第二期團員張成光獨唱〈別故鄉〉，第一期團員合唱〈小草〉、〈流浪之民〉與獨唱〈麥田〉，全體合唱〈小鈴鐺〉與〈聖誕組曲〉，最後全體合唱〈爸爸愛媽媽〉、〈我想念妳，媽媽〉與〈榜樣〉等富有親情及感恩的歌曲作結。
1981年4月6日09:00，中視兒童合唱團舉行第三期開訓典禮，第一至二期團員穿著團服連續演唱〈歡迎歌〉、〈我的媽媽〉、〈榜樣〉、〈偶然〉與〈麥田〉，第三期團員與第一期團員交接，第三期團員遞補因升上國中而退團的第一期團員，第一期團員將譜夾與團徽交給第三期團員。
1981年7月12日，中視兒童合唱團與美國舊金山兒童合唱團締結為姊妹團，中視總經理梅長齡主持締結典禮。
1984年4月18日19:00，中視大樂隊在台北新公園音樂台舉行露天音樂會〈與民同樂〉慶祝中華民國總統蔣經國誕辰，內容包括：①中視大樂隊現場演奏，②中視兒童合唱團大合唱，③蕭孋珠、甄秀珍等歌星的演唱。
1990年7月10日，中視兒童合唱團應中華民國僑務委員會巴黎華僑文教服務中心邀請，前往巴黎、維也納、布達佩斯等地巡迴演唱18天。

## 資料來源
1. ↑  蘇瑞芳，〈中視兒童合唱團〉，《中國電視周刊》第493期（1979年4月1日出版）第54至55頁。
2. ↑  王幼珠 圖文，〈嶺頭山莊的歌聲 中視兒童合唱團夏令營記實〉，《中國電視周刊》第512期（1979年8月12日出版）第22至23頁。
3. ↑  王幼珠 圖文，〈中視兒童合唱團周年 紀念音樂會演出成功〉，《中國電視周刊》第532期（1979年12月30日出版）第38至39頁。
4. ↑  〈慶祝中視兒童合唱團成立二周年紀念 一次成功的音樂會〉，《中視周刊》第587期（1981年1月18日出版）第8至9頁。
5. ↑  子娟，〈中視第三期兒童合唱團 舉行開訓典禮並辦交接〉，《中視周刊》第600期（1981年4月19日出版）第83頁。
6. ↑  中華民國電視學會電視年鑑編纂委員會 編纂，《中華民國電視年鑑第三輯：民國六十七年至七十二年》，中華民國電視學會1984年6月30日出版，第178頁。
7. ↑  台北訊，〈慶祝蔣總統誕辰 中視樂隊將辦露天晚會〉，《民生報》1984年4月17日第11版。
8. ↑  中華民國電視學會電視年鑑編纂委員 編纂，《中華民國電視年鑑第七輯：民國七十九年至八十年》，中華民國電視學會1992年6月30日出版，第211頁。